# Amazone verte
Amazona agilis
Espèce
Statut de conservation UICN

 EN A3cde+4acde : En danger
Statut CITES
L'Amazone verte ou Amazone à bec noir (Amazona agilis) est une espèce d'oiseaux de la famille des Psittacidae. Il s'agit d'une des espèces les plus rares du genre Amazona.

## Description
Proche de l'Amazone à bec jaune (Amazona collaria), cette espèce est caractérisée par un bec et des pattes de couleur anthracite. Elle présente un plumage à dominante verte avec une marque bleuâtre sur le front et une bande ailaire bleu vif.
Avec 25 cm, il s'agit d'une des plus petites espèces du genre.
Cet oiseau présente un net dimorphisme sexuel puisque le mâle arbore une marque rouge sur les ailes absente chez la femelle.

## Répartition
Cet oiseau est localisé aux forêts des John Crow Mountains en Jamaïque.